# Енциклопедия на българския театър
„Енциклопедия на българския театър“ е еднотомно издание на секция „История и теория на театъра“ при Института за изкуствознание към Българска академия на науките. Издадена е през 2005 г. През 2008 г. е издадено второ преработено и допълнено издание, което съдържа 530 страници. Печата се от книгоиздателска къща „Труд“, собственост на Медийна група „България“.

## Авторски колектив
Автори на енциклопедията са Ала Матева, Александър Диков, Анелия Янева, Атанас Бояджиев, Барбара Олшевска, Богдана Костуркова, Васил Стефанов, Вера Динова-Русева, Весела Ножарова, Веселина Гюлева, Виолета Дечева, Елена Владова, Емил Кьостебеков, Иван Гърчев, Иван Русев, Йоана Спасова, Камелия Николова, Красимира Филипова, Кремена Бабачева, Кристина Тошева, Крум Гергицов, Любомир Владков, Маня Иванова, Невяна Инджева, Николай Йорданов, Ребека Арсениева, Ромео Попилиев, Румяна Константинова, Светла Бенева, Светлана Байчинска, Стефан Танев и Стефка Попиванова. Редакционната колегия се състои от Кристина Тошева, Васил Стефанов, Светлана Байчинска и Светла Бенева.